# Lagunillas (La Unión)
Lagunillas es una localidad del estado mexicano de Guerrero. Es parte del municipio de La Unión de Isidoro Montes de Oca.

## Demografía
| Gráfica de evolución demográfica |
|                                  |

| Censo | Población |
| ----- | --------- |
| 1900  | 369       |
| 1910  | 530       |
| 1921  | 391       |
| 1930  | 164       |
| 1940  | 125       |
| 1950  | 130       |
| 1960  | 200       |
| 1970  | 753       |
| 1980  | 862       |
| 1990  | 1 055     |
| 2000  | 1 262     |
| 2010  | 1 410     |
| 2020  | 1 345     |